# 티와 세비지
티와 세비지(Tiwa Savage, 1980년 2월 5일 ~ )는 나이지리아의 가수, 배우로, 영국을 중심으로 활동하고있다.

## 음반 목록
- Once Upon a Time (2013)
- R.E.D (2015)
- Sugarcane (2017)
- Celia (2020)
- Water & Garri (2021)